# SMDL
SMDL (ang. Standard Music Description Language) - format prezentacji danych muzycznych.
Był próbą generalizacji informacji muzycznej za wszystkie czasu (również brano pod uwagę przyszłość) i okazał się niezwykle skomplikowany i trudny do użytku. Zanim powstała dokumentacja i skończono etap projektowania języka, pojawiły się prostsze modele (np. MusicXML).
SMDL był bardzo ambitnym projektem, ale nieznane jest narzędzie aktualnie używające tego formatu. 

## Literatura
- Stuart Cunningham, Music File Formats and Project XEMO; Multimedia Communications, 2002/2003